# ТЕЦ Туркменбашинського НПЗ
40°1′57″ пн. ш. 52°57′33″ сх. д. / 40.03250° пн. ш. 52.95917° сх. д.
ТЕЦ Туркменбашинського НПЗ – енергетичне господарство Туркменбашинського комплексу нафтопереробних заводів, що розташований у прикаспійському регіоні Туркменістану.

## Красноводська ТЕЦ-1
В 1943-му у Красноводську (наразі Туркменбаші) почав роботу нафтопереробний завод, енергетичні потреби якого первісно забезпечували за рахунок дизель-генераторних установок малої потужності. На додачу до них в 1945 – 1947 роках ввели в дію першу чергу заводської ТЕЦ. 
В 1952-му стала до ладу друга черга, яка збільшила потужність станції більш ніж утричі та дозволила відмовитись від дизель-генераторів. Відомо, що у її складі працювало щонайменше по одній турбіні типів АП-6-2 та АР-6-11 потужністю по 6 МВт.
Нарешті, у 1959-му ввели в дію третю чергу, унаслідок чого потужність ТЕЦ збільшилась на 45% та наблизилась до чотирьох десятків МВт. Кількість турбін при цьому зросла до семи.
З другої половини 1960-х провідна роль у забезпеченні заводу перейшла до Красноводської ТЕЦ-2, майданчик для якої обрали за межами комплексу НПЗ.

## Сучасна станція
У 2003 році на майданчику НПЗ ввели в дію три встановлені на роботу у відкритому циклі газові турбіни потужністю по 42 МВт. 
Видача їх продукції можлива по ЛЕП, що працюють під напругою 35 кВ та 110 кВ.
В 2020-му провели церемонію початку будівництва нової черги із двох газових турбін потужністю 70 МВт.
Як паливо ТЕС споживає природний газ, який надходить по трубопроводу Белек – Туркменбаші.